# 不放逸
不放逸，佛教術語，意為專注的修行善法，遠離惡法，為放逸的反義詞，與精進的意義相近。為心所之一，說一切有部將其列為大善地法之一。

## 概論
不放逸意指，專注的修行，以斷除惡法，具足善法。另一個說法為，專注的守護自己的心。